# Международное бюро мер и весов
Международное бюро мер и весов, МБМВ (фр. Bureau International des Poids et Mesures, BIPM) — постоянно действующая международная организация со штаб-квартирой, расположенной в городе Севр (предместье Парижа, Франция).
Учреждено в 1875 году, вместе с подписанием Метрической конвенции. Основная задача Бюро заключается в обеспечении существования единой системы измерений во всех странах-участницах этой конвенции. МБМВ работает под наблюдением Международного комитета мер и весов.
В МБМВ хранятся международные эталоны основных единиц и выполняются международные метрологические работы, связанные с разработкой и хранением международных эталонов и сличением национальных эталонов с международными и между собой.
В МБМВ также проводятся исследования в области метрологии, направленные на увеличение точности измерений.
По состоянию на 8 октября 2024 года 64 государства являются членами и 36 стран и организаций являлись ассоциированными членами МБМВ.
Бюро финансируется странами-участницами Метрической конвенции.

## Руководители
- Джильберт Гови (Италия) 1875—1877
- Ж.Перне (Швейцария) 1877—1879
- Оле Якоб Брок (Норвегия) 1879—1889
- Ж.-Рене Бенуа (Франция) 1889—1915
- Шарль Эдуар Гийом (Швейцария) 1915—1936
- Альбер Перар (Франция) 1936—1951
- Шарль Воле (Швейцария) 1951—1961
- Жан Террьен (Франция) 1962—1977
- Пьер Джакомо (Франция) 1978—1988
- Терри Куин (Великобритания) 1988—2003
- Эндрью Уэллард (Великобритания) 2004—2010
- Михаэль Кюне[нем.] (Германия) 2011—2012

С 1 января 2013 года директором МБМВ является доктор Мартин Милтон (Martin J.T. Milton ).